# Chrysaora
Sứa gây ngứa (Danh pháp khoa học: Chrysaora) là một chi sứa biển trong họ Pelagiidae Gần đây nhất thì chi sứa này có 12 loài Một số loài của giống Chrysaora xuất hiện phổ biến từ tháng 4 đến tháng 8 hàng năm đúng vào mùa du lịch biển ở miền Bắc Việt Nam. Hầu hết các tháng trong năm đều xuất hiện sứa gây ngứa nhưng với mật độ khác nhau. 

## Các loài
- Chrysaora achlyos Martin, Gershwin, Burnett, Cargo & Bloom 1997
- Chrysaora chinensis Vanhöffen, 1888
- Chrysaora colorata (Russell 1964)
- Chrysaora fulgida (Reynaud 1830)
- Chrysaora fuscescens Brandt 1835
- Chrysaora hysoscella (Linné 1766)
- Chrysaora lactea Eschscholtz 1829
- Chrysaora melanaster Brandt 1838
- Chrysaora pacifica (Goette 1886)
- Chrysaora pentastoma Péron & Lesueur, 1810
- Chrysaora plocamia (Lesson 1832)
- Chrysaora quinquecirrha (Desor 1848)

## Tranh cãi
- Chrysaora africana (Vanhöffen 1902) [accepted as Chrysaora fulgida (Reynaud, 1830)]
- Chrysaora blossevillei Lesson 1830 [nomen dubium]
- Chrysaora caliparea (Reynaud 1830) [species inquirenda][3]
- Chrysaora depressa (Kishinouye 1902) [accepted as Chrysaora melanaster Brandt 1838]
- Chrysaora helvola Brandt 1838 [accepted as Chrysaora fuscescens Brandt 1835]
- Chrysaora kynthia Gershwin & Zeidler 2008 [nomen dubium][3]
- Chrysaora southcotti Gershwin & Zeidler 2008 [accepted as Chrysaora pentastoma Péron & Lesueur, 1810][3]
- Chrysaora wurlerra Gershwin & Zeidler 2008 [nomen dubium][3]